# Okręg wyborczy województwo opolskie do Senatu Rzeczypospolitej Polskiej
Okręg wyborczy województwo opolskie do Senatu Rzeczypospolitej Polskiej obejmował w latach 1989–2001 obszar województwa opolskiego. Wybierano w nim 2 senatorów, przy czym w latach 1989–1991 obowiązywała zasada większości bezwzględnej, zaś w latach 1991–2001 większości względnej.
Powstał w 1989 wraz z przywróceniem instytucji Senatu. Zniesiony został w 2001, na jego obszarze utworzono nowy okręg nr 20.
Siedzibą okręgowej komisji wyborczej było Opole.

## Reprezentanci okręgu
| Rok  | Senator komitet wyborczy                                        | Senator komitet wyborczy           | Senator komitet wyborczy           | Senator komitet wyborczy                   |
| ---- | --------------------------------------------------------------- | ---------------------------------- | ---------------------------------- | ------------------------------------------ |
| 1989 |                                                                 | Edmund Osmańczyk                   |                                    | Józef Góralczyk                            |
| 1990 | Dorota Simonides Unia Demokratyczna (1991) Unia Wolności (1997) |                                    |                                    | Józef Góralczyk                            |
| 1991 | Dorota Simonides Unia Demokratyczna (1991) Unia Wolności (1997) |                                    |                                    | Gerhard Bartodziej Mniejszość Niemiecka    |
| 1993 | Dorota Simonides Unia Demokratyczna (1991) Unia Wolności (1997) |                                    |                                    | Gerhard Bartodziej Mniejszość Niemiecka    |
| 1997 | Dorota Simonides Unia Demokratyczna (1991) Unia Wolności (1997) |                                    |                                    | Bogdan Tomaszek Akcja Wyborcza Solidarność |
| 2001 | okręg zniesiony, patrz okręg nr 20                              | okręg zniesiony, patrz okręg nr 20 | okręg zniesiony, patrz okręg nr 20 | okręg zniesiony, patrz okręg nr 20         |

## Wyniki wyborów
Symbolem „●” oznaczono senatorów ubiegających się o reelekcję.

### Wybory parlamentarne 1989
| Kandydat                                                          | Głosów  | %     |
| ----------------------------------------------------------------- | ------- | ----- |
| Edmund Osmańczyk                                                  | 243 463 | 68,20 |
| Józef Góralczyk                                                   | 222 220 | 62,25 |
| Karol Szyndzielorz                                                | 64 866  | 18,17 |
| Zbigniew Michałek                                                 | 48 385  | 13,55 |
| Konstanty Chmielewski                                             | 24 415  | 6,84  |
| Karol Cebula                                                      | 10 551  | 2,96  |
| Maria Nowakowska                                                  | 9196    | 2,58  |
| Karol Bednarski                                                   | 8353    | 2,34  |
| Jan Gajewski                                                      | 5878    | 1,65  |
| Bronisław Braczkowski                                             | 4075    | 1,14  |
| Franciszek Marek                                                  | 3916    | 1,10  |
| Józef Niewiński                                                   | 3640    | 1,02  |
| Stanisław Kunstler                                                | 3606    | 1,01  |
| Benedykt Brzęczek                                                 | 3245    | 0,91  |
| Liczba głosów ważnych: 356 979 Źródło: Państwowa Komisja Wyborcza |         |       |

### Wybory uzupełniające 1990
Głosowanie odbyło się z powodu śmierci Edmunda Osmańczyka.
| Kandydat | I tura | I tura | II tura | II tura |
| Kandydat | Głosów | %      | Głosów  | %       |
| --- | ------ | ------ | ------- | ------- |
| Henryk Król | 84 601 | 39,39  | 124 498 | 32,35   |
| Dorota Simonides                                                                                                | 76 592 | 35,66  | 258 135 | 67,07   |
| Józef Pietrzykowski                                                                                             | 33 951 | 15,81  | —       | —       |
| Jerzy Bobrowski                                                                                                 | 17 265 | 8,04   | —       | —       |
| Liczba głosów ważnych: 214 796 (I tura) • 384 846 (II tura) Źródło: Państwowa Komisja Wyborcza I tura i II tura |        |        |         |         |

### Wybory parlamentarne 1991
| Kandydat                                              | Kandydat           | Komitet wyborczy                             | Głosów  |
| ----------------------------------------------------- | ------------------ | -------------------------------------------- | ------- |
|                                                       | Dorota Simonides●  | Unia Demokratyczna                           | 138 212 |
|                                                       | Gerhard Bartodziej | Mniejszość Niemiecka                         | 82 031  |
|                                                       | Franciszek Marek   | Polski Związek Zachodni                      | 56 743  |
|                                                       | Jacek Pawlicki     | Polskie Stronnictwo Ludowe Sojusz Programowy | 52 962  |
|                                                       | Stanisław Smoleń   | Stronnictwo Demokratyczne                    | 48 238  |
|                                                       | Norbert Lysek      | KW Norberta Lyska                            | 47 675  |
|                                                       | Jerzy Szteliga     | Sojusz Lewicy Demokratycznej                 | 43 148  |
|                                                       | Marian Saska       | Niezależna Grupa Wyborców                    | 37 903  |
| Frekwencja: 41,77% Źródło: Państwowa Komisja Wyborcza |                    |                                              |         |

### Wybory parlamentarne 1993
| Kandydat                                              | Kandydat            | Komitet wyborczy                                     | Głosów  |
| ----------------------------------------------------- | ------------------- | ---------------------------------------------------- | ------- |
|                                                       | Dorota Simonides●   | Unia Demokratyczna                                   | 101 463 |
|                                                       | Gerhard Bartodziej● | Mniejszość Niemiecka                                 | 69 613  |
|                                                       | Antoni Kost         | Mniejszość Niemiecka                                 | 55 373  |
|                                                       | Jerzy Górski        | Sojusz Lewicy Demokratycznej                         | 53 829  |
|                                                       | Władysław Saletnik  | Polskie Stronnictwo Ludowe                           | 53 733  |
|                                                       | Bogdan Tomaszek     | Niezależny Samorządny Związek Zawodowy „Solidarność” | 52 243  |
|                                                       | Janusz Sawczuk      | Sojusz Lewicy Demokratycznej                         | 50 861  |
|                                                       | Jan Składzień       | Unia Demokratyczna                                   | 39 139  |
|                                                       | Jerzy Skomski       | Konfederacja Polski Niepodległej                     | 33 794  |
|                                                       | Marian Saska        | KW Niezależnej Grupy Wyborców Śląska Opolskiego      | 29 653  |
|                                                       | Adam Dec            | Zjednoczenie Chrześcijańsko-Narodowe                 | 21 113  |
|                                                       | Tadeusz Mojsiejew   | Niezależny KW Wyborców „Naprawa”                     | 15 960  |
|                                                       | Zdzisław Jarosz     | „Zjednoczenie Polskie”                               | 14 161  |
| Frekwencja: 46,42% Źródło: Państwowa Komisja Wyborcza |                     |                                                      |         |

### Wybory parlamentarne 1997
| Kandydat                                              | Kandydat            | Komitet wyborczy                    | Głosów |
| ----------------------------------------------------- | ------------------- | ----------------------------------- | ------ |
|                                                       | Dorota Simonides●   | Unia Wolności                       | 99 738 |
|                                                       | Bogdan Tomaszek     | Akcja Wyborcza Solidarność          | 89 555 |
|                                                       | Gerhard Bartodziej● | Mniejszość Niemiecka                | 68 758 |
|                                                       | Janusz Sawczuk      | Sojusz Lewicy Demokratycznej        | 53 943 |
|                                                       | Mariusz Edgaro      | Sojusz Lewicy Demokratycznej        | 52 114 |
|                                                       | Józef Kasperek      | Unia Wolności                       | 50 141 |
|                                                       | Alojzy Kokot        | Mniejszość Niemiecka                | 49 265 |
|                                                       | Ewa Chłap           | Ruch Odbudowy Polski                | 44 520 |
|                                                       | Franciszek Marek    | Krajowa Partia Emerytów i Rencistów | 27 608 |
|                                                       | Zbigniew Figas      | Polskie Stronnictwo Ludowe          | 22 620 |
| Frekwencja: 42,18% Źródło: Państwowa Komisja Wyborcza |                     |                                     |        |